# Ebnat (Schaffhausen)

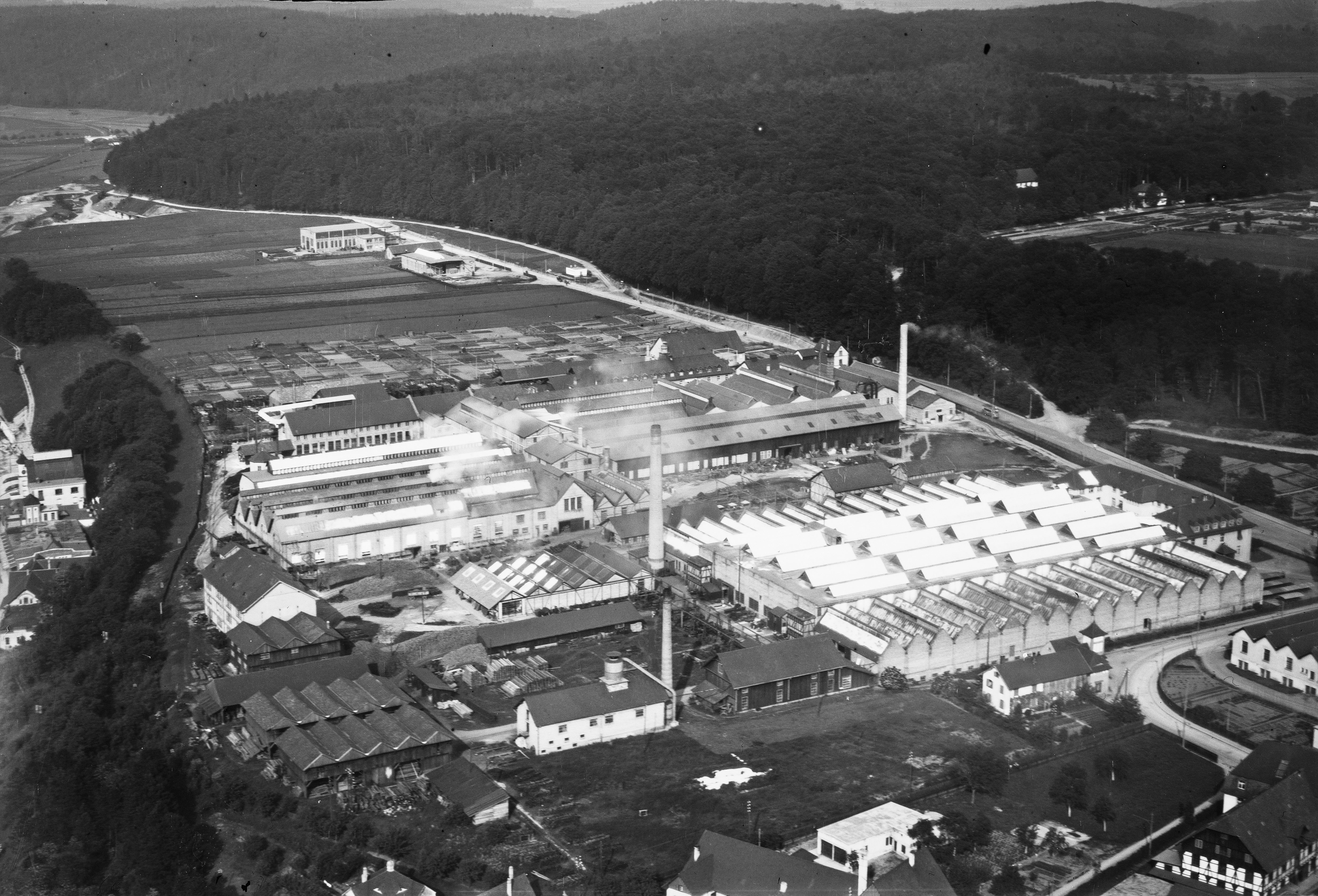
Maschinenfabrik Rauschenbach, Graugiesserei Stahlwerk der Georg Fischer AG, Ebnat, ca. 1930

Ebnat (lokal gesprochen: Ebnet) ist ein Industriequartier nordöstlich der Innenstadt von Schaffhausen. Sein Name rührt von ebene Flur. Ebnat dient als übergeordneter Flurname für die Flure Tanscherhaalde, Ebnetring, Ebnet, Hafeteckel, Chroonehaalde und Winterhaalde. Nur die drei Flure Ebnet, Ebnetring und Tanscherhaalde werden als Industriequartier genutzt, Winterhaalde ist Wald, die übrigen Flächen sind Mischgebiete.
Das Gelände wurde von der Stadtgemeinde 1910 zu Industriezwecken erworben und stellte mit 231 Hektar im Gegensatz zum beengten Mühlental eine um ein vielfaches grössere Fläche zur Verfügung. Es wurde also ganz gezielt für die Neuansiedlung von Industrien erworben. Walter Wirth stellt 1918 in seiner Dissertation vor allem die Vorzüge der geräumigen Ebene sowie die Nähe des Güterbahnhofs heraus. Es sei durch diese günstigen Umstände zügig besiedelt worden und 1916 bereits mit 64 ha belegt. Diese Besiedlung fällt in die Zeit «eines ausgesprochen äusseren und inneren Wachstums» in der Schweiz.
Der Name ging über auf die dort erbaute Ebnatstrasse und das bereits 1910 errichtete Restaurant Ebnat (Ebnatstrasse 72), das heute als Wohnheim Frohberg fungiert.
Nach dem Bau des Industriegebiets Herblingertal in den 1960er Jahren gehen die beiden Industriegebiete nahtlos ineinander über.